# Avocettina infans
Avocettina infans, conosciuta comunemente come Anguilla avocettina, è un pesce d'acqua salata appartenente alla famiglia Nemichthyidae.

## Distribuzione e habitat
È diffusa in tutti mari temperati, tropicali e subtropicali (ad eccezione del Mar Mediterraneo e del Pacifico Orientale. Abita le acque comprese tra i 50 e i 4.800 m di profondità.

## Descrizione
L'anguilla avocettina presenta un corpo allungato ed estremamente sottile, terminante con una coda a frusta. A poca distanza dal mento parte la pinna anale, che segue tutto il corpo e termina fondendosi con la pinna caudale, di cui costituisce l'unico lobo, quello inferiore. La pinna dorsale è composta solamente da raggi sottili continui, non uniti da alcuna membrana. 

La sua caratteristica più evidente è l'apparato boccale, simile al becco di un'avocetta, composto da due mascelle allungate e sottili arricciate verso l'esterno impedendo la chiusura completa della bocca. 
 
La livrea è semplice: presenta un colore uniforme nero o bruno scuro. 

Gli esemplari giovanili sono identici, ma allo sviluppo sessuale il dimorfismo è evidente: gli esemplari maschili presentano mascelle accorciate e sdentate, tanto da trarre in inganno i primi biologi e naturalisti, che classificarono i due sessi come specie separate. 

Raggiunge una lunghezza massima di 75 cm.

## Etologia
Gli unici esemplari esaminati stati tutti catturati durante spedizioni scientifiche, pertanto non si conosce ancora molto del suo ciclo vitale. Lo stesso vale per le altre 8 specie dei Nemichthyidae.

## Riproduzione
La fecondazione è esterna, sono animali ovipari.

## Alimentazione
La sua dieta comprende quasi esclusivamente piccoli crostacei.